# Maho Tsukai Pretty Cure!! ~MIRAI DAYS~
Maho Tsukai Pretty Cure!! ~MIRAI DAYS~  (魔法つかいプリキュア！！～MIRAI DAYS～ Mahou Tsukai Pretty Cure!! ~MIRAI DAYS~?) también conocida Mahou Girls Pretty Cure: Mirai Days, y con el subtítulo en inglés oficial de Witchy Pretty Cure: Mirai Days es la segunda temporada secuela de la franquicia Pretty Cure enfocada en las protagonistas como adultas y con "temas más adultos", siendo emitida a la par que el final de la temporada 21 Wonderful Pretty Cure! y el inicio de la temporada 22 Kimi to Idol Pretty Cure. Pretty Cure Mirai Days es oficialmente la secuela de la temporada 13, Mahou Tsukai Pretty Cure!.

## Historia
La serie se desarrolla seis años después de los eventos de Mahou Tsukai Pretty Cure!. Mirai Asahina y sus amigas milagrosamente se reencontraron después de varios años, mientras las tres comienzan a caminar hacia sus respectivos futuros en sus respectivos mundos. Mirai ahora es una estudiante universitaria en el Mundo Sin Magia, Liko Izayoi regresó al Mundo Mágico y se convirtió en profesora en la escuela de magia, Mofurun permanece al lado de Mirai, y Kotoha Hanami / Ha-chan vigila los dos mundos como la nueva Madre RaPaPa desde lejos.
Pero entonces, un nuevo desastre aparece en el Mundo Mágico y en el mundo del Reino Sin Magia. Mirai y Liko se reencuentran por primera vez en meses, provocadas por señales de una nueva calamidad. Mientras luchan contra un enemigo misterioso, las dos se enfrentarán a su pasado y su futuro.

## Personajes

### Pretty Cure
Mirai Asahina (朝日奈 みらい Asahina Mirai?) / Cure Miracle (キュアミラクル Kyua Mirakuru?)
Seiyū: Rie Takahashi
Una joven de 20 años que vive en el mundo sin magia. Mirai rebosa de curiosidad y no tiene miedo de mostrar interés por cosas extrañas o interesantes. Mirai actualmente asiste a la universidad, pero también trabaja como una "bruja", usando magia en secreto para ayudar a las personas necesitadas. Cuando aparece un nuevo enemigo, Isle, se transforma nuevamente en Cure Miracle. Como Cure Miracle, ella se presenta como ¡El milagro de dos personas, Cure Miracle! (ふたりの奇跡!キュアミラクル! Futari no Kiseki! Kyua Mirakuru!?). Es la Pretty Cure de la magia, en contraposición a su nombre y el de Liko, y su tema es de color es el rosado.
Liko Izayoi ( 十六夜 リコ  Izayoi Riko?) / Cure Magical (キュアマジカル Kyua Majikaru?)
Seiyū: Yui Horie
Una joven de 19 años que vive en el Mundo Mágico. Aunque a veces puede ser terca y deshonesta, Liko es amable, tiene una actitud amigable y es una trabajadora diligente. De niña no era buena en la magia práctica, pero ahora es una bruja habilidosa que enseña como en profesora en la escuela de magia. Cuando aparece un nuevo enemigo, Isle, se transforma nuevamente en Cure Magical. Como Cure Magical, ella se presenta como ¡La magia de dos personas, Cure Magical! (ふたりの魔法!キュアマジカル! Futari no Mahō! Kyua Majikaru!?). Es la Pretty Cure de los milagros, en contraposición a su nombre y el de Mirai, y su tema es de color es el púrpura.
Ha-chan (はーちゃん Hā-chan?)  / Kotoha Hanami (花海 ことは Hanami Kotoha?)  / Cure Felice (キュアフェリーチェ Kyua Ferīche?)
Seiyū: Saori Hayami
Una chica de apariencia de 13 años, que fue criada por Mirai y Liko como un hada bebé nacida dentro del Linkle Smartbook. Kotoha ha heredado el poder de la Madre RaPaPa, la madre de toda la vida, y ha velado por todos desde lejos como la nueva Madre RaPaPa por varios años. Kotoha fue capturada por Ire a inicios de la temporada y posteriormente se revela que creó a Hisui para que ella obtuviese su poder y que Ire no se apoderarse de este, pero a mitad de temporada es liberada mientras Hisui en us lugar desaparece. Como Cure Felice, ella se presenta como ¡La bendición universal de la vida, Cure Felice! (あまねく生命に祝福を!キュアフェリーチェ! Amaneku Inochi ni Shukufuku o! Kyua Ferīche!?). Es la Pretty Cure de la vida y su color es el verde.

### Aliados de las Pretty Cure
Mofurun (モフルン Mofurun?)
Seiyū: Ayaka Saitō
El oso de peluche de Mirai que le fue entregado por su abuela y a menudo termina sus frases con “mofu”. Mofurun comenzó a moverse y a hablar cuando Mirai y Liko se convirtieron en Pretty Cure 6 años atrás, y posteriormente recupero la capacidad de moverse en el final de la serie original. Actualmente, Mofurun ayuda a Mirai con sus actividades de bruja y Pretty Cure.
Hisui (ひすい Hisui?)
Seiyū: Saori Hayami
Una misteriosa niña pequeña de pelo color verde jade que aparece frente a Kotoha e Isle, y posteriormente frente a Mirai y Liko, a quien confunden en un principio con Kotoha. Decide tomar el nombre Hisui (Jade en japonés) por el color de su cabello. Posteriormente se revela que es creación de Kotoha, albergando su poder en su lugar para evitar que Ire obtuviese el poder de Mother RaPaPa. A mitad de temporada, desaparece tras la resurrección de Chronosto. Posteriormente se revela que se encuentra en el interior de Kotoha.
Kochou (校長 Kōchō?)
Seiyū: Yuya Uchida
El director de la escuela mágica, quien tiene un cristal llamado Cristal Mágico o Cassie. Su mejor amigo de la infancia, Kushe, fue corrompido y convertido en Dokurokushe por el Caos Interminable.
Cathy (キャシー Kyashī?) / Cristal Mágico (魔法の水晶 Mahō no Suishō?)
Seiyū: Satomi Arai
Un cristal que tiene apariencia de bola que pertenece a Kochou. Antes solía ser inmadura e infantil pero finalmente pudo "crecer y madurar".
Batty (バッティ Batti?)
Seiyū: Kōji Yusa
Exvillano y exmiembro de los Magos Oscuros y actual estudiante de la escuela de Magia, un hombre educado y amable que tiene la apariencia de un murciélago de orejas largas. Parece tener conocimiento sobre la existencia de Chronostro y que es en realidad tras espiar una conversación entre el director Kouchou con los demás profesores de la escuela de Magia al escuchar sobre la supuesta amenaza de Ire.
Chikurun (チクルン Chikurun?)
Seiyū: Neeko
Un hada con forma de abeja de la Villa de Hadas que trabajaba para Olouva y Deusmast del Caos Infinito. Tras redimirse regresó a su villa con la Reina Hada. Apareve nuevamente frente a las Pretty Cure para ayudarlas a encontrar a Hisui, revelando que la misma se encuentra en el interior de Kotoha.

### Villanos
Chronosto (クロノウスト Kuronousuto?)
Seiyu: Shin-ichiro Miki, Aki Shimada (forma de cachorro)
El verdadero antagonista principal de la serie. Inicialmente apareciendo como el pequeño cachorro que carga Ire, Chronostro es en realidad una deidad temporal antigua, de apariencia similar a Deustmast, conocido como La Bestia Demoniaca del Tiempo (刻の魔獣 Koku no Majū?). Su poder es canalizado a través del cencerro que porta Ire, su sirviente. A mitad de temporada, cuando Ire le entrega el poder de Hisui, a quien Kotoha había creado para albergar su poder, Chronostro se libera y revela su verdadera y aterradora apariencia, transformando a Ire en una estatua. Es un ser que se alimenta del tiempo de las personas y su objetivo es detener el tiempo de cada ser vivo al convertirlos en piedra, forzandolos a permanecer en sus recuerdos eternamente.
Ire (アイル Airu?)
Seiyu: Toshiyuki Toyonaga
El misterioso villano inicial de la serie, un joven de pelo rojo que carga consigo un cachorro y un incienso chino, el cual "carga el poder de un siervo del Caos Interminable", los cuales en realidad son la verdadera identidad de su maestro Chronosto. El aparece frente a Kotoha, y posteriormente frente a Mirai y Liko, al atacarlas directamente y revelar que conoce sus identidades reales. Su objetivo es apoderarse del tiempo y "obtener su propia trama", y parece mostrar un interés en Hisui, afirmando que la necesita en sus planes. Posteriormente se revela ser el hijo de una bruja del Mundo Mágico, habiendo nacido en el mundo no mágico. Ire perdió a su madre a una edad temprana y no aprendió magia. A cambio de regresar al pasado y volver con su madre, Ire se volvió el siervo de Chronosto y en búsqueda del poder de Madre RaPaPa para su maestro capturó a Kotoha y posteriormente fue detrás de Hisui, quien fue creada para albergar el poder de Madre RaPaPa. Tras cumplir con su parte del trato, Chronostro ataca a Ire y este es convertido en piedra.
Monstruo (モンスター  Monsutā?)
Seiyu: Shōta Yamamoto
Los seres invocados por y Chronostro para atacar a las Pretty Cure. Son manifestaciones memorias del pasado de Ire, y en el caso de Chronosto, visiones del futuro de sus víctimas.

### Otros Personajes
Kanoko Yuki (結希かの子 Yūki Kanoko?)
Seiyū: Kotoe Taichi
La abuela de Mirai, que le dio su peluche Mofurun. Actualmente es más frágil por su edad.
Kyoko Asahina (朝日奈今日子 Asahina Kyōko?)
Seiyū: Yūko Katō
La madre de Mirai, ella es la dueña de la tienda Power Stone.
Daikichi Asahina (朝比奈ダイキチ Asahina Daikichi?)
Seiyū: Tsuyoshi Aoki
El padre de Mirai, es un fabricante de electrónicos.
Liz (リズ Rizu?)
Seiyū: Kaori Nazuka
La hermana mayor de Liko y una profesora en la Escuela de Magia, que una vez fue dueña del Linkle Stone Diamond antes de dárselo a Liko años atrás. Actualmente actúa como la mentora de su hermana menor.
Lien (リアン Rian?)
Seiyū: Masato Obara
Un famoso arqueólogo en el Mundo Mágico y el padre de Liko y Liz.
Lilia (リリア Riria?)
Seiyū: Junko Iwao
Una famosa experta en cocina en el Mundo Mágico y madre de Liko y Liz.
Kana Katsuki (勝木かな Katsuki Kana?)
Seiyū: Mika Kikuchi
Compañera de clases de Mirai en la universidad. Solía ir a la misma secundaria que Mirai, Liko y Kotoha en la serie original.
Mayumi Nagase (長瀬まゆみ Nagase Mayumi?)
Seiyū: Konomi Tada
Compañera de clases de Mirai en la universidad. Solía ir a la misma secundaria que Mirai, Liko y Kotoha en la serie original.
Yuuto Namiki (並木ゆうと Namiki Yūto?)
Seiyū: Ayaka Asai
Compañero de clases de Mirai, Liko y Kotoha en el mundo no mágico en la serie original.
Souta Ono (大野壮太 Ōno Souta?)
Seiyū: Kouji Takahashi
Compañero de clases de Mirai, Liko y Kotoha en el mundo no mágico. Actualmente trabaja en una tienda de bebidas y fue la primera víctima de Chronosto tras su resurrección, pero es salvado por Mirai, Liko y Kotoha.
Jun (ジュン Jun?)
Seiyū: Aki Kanada
Una de las compañeras de Mirai, Liko y Kotoha en la escuela mágica. Estudio moda en el mundo no mágico y actualmente se volvió la aprendiz de François.
François (フランソワ Furansowa?)
Seiyū: Makoto Ishii
El vendedor de ropa y uniformes del mundo mágico. Tomó a Jun como su aprendiz.
Gustav (グスタフ Gusutafu?)
Seiyū: Masafumi Kimura
El vendedor de escobas mágicas del mundo mágico, quien actualmente ya ha pensado en retirarse.
Isaac (アイザック Aizakku?)
Seiyū:Toshiharu Sakurai
El profesor de edad avanzada de la escuela de magia.
Kyoto (教頭 Kyoto?)
Seiyū:Ohtori Yoshino
La Vicedirectora de la Escuela de Magia.
Solcière (ソルシエール  Sorushiēru?)
Seiyū: Seiko Niizuma
La ex-villana inicial de la película de All Stars de Mahou Tsukai. Después de los acontecimientos de la película se convirtió en una profesora en la escuela de Magia al lado de Liko y Liz.

### Nuevos Personajes
Sara Noguchi (長瀬まゆみ Noguchi Sara?)
Seiyū: Keiko Kobayashi
Una de las nuevas compañeras de Mirai en la universidad.
Rena Tanizaki (谷崎れな Tanizaki Rena?)
Seiyū: Miharu Sawada
Una de las nuevas compañeras de Mirai en la universidad.
Erina (エリナ Erina?)
Seiyū: Ayako Kawasumi
La fallecida madre de Ire. Una bruja del Mundo Mágico, quien crio a su hijo Ire en el Mundo No Mágico. Prometió enseñarle magia pero falleció años atrás, antes de poder hacer esto. El objetivo de Ire es volver en el tiempo antes de su muerte.